# Звёздный бродяга
Звёздный бродяга (англ. The Shambler from the Stars) — короткий рассказ американского писателя Роберта Блоха, написанный в жанре ужасов и впервые опубликованный в сентябрьском выпуске журнала «Weird Tales» за 1935 год. Позже рассказ был включен в его первую опубликованную книгу «The Opener of the Way» (1945) и в сборник «The Early Fears» 1994 года. Рассказ написан в духе «Мифов Ктулху», в нем представлен запрещенный фолиант «De Vermis Mysteriis» (Тайны червя). Позже, в 1935 году, Лавкрафт написал продолжение рассказа «Обитающий во Тьме» и посвятил одного из персонажей Блоху. В 1950 году Блох написал продолжение «Тень со шпиля».

## Сюжет
Безымянный рассказчик, студент колледжа, пытается зарабатывать на жизнь писателем фантастики, но его работы отвергались редакторами журналов. В результате он начинает переписываться с различным мудрецами по всей стране и изучать запретные книги по оккультизму, такие как «Некрономикон», «Книга Эйбона», «Cultes des Ghoules» и особо заинтересовавший его том «De Vermis Mysteriis». Он ищет книгу в библиотеках и книжных магазинах, но находит только мифы о ведьмах Аркхема. Сначала он встречает разочарование, но его настойчивость в конце концов окупается, когда в старом магазине на Саут-Дирборн-стрит ему удается достать том «De Vermis Mysteriis», написанный бельгийским колдуном по имени Людвиг Принн, которого сожгли на костре за колдовство. Принн якобы узнал некоторые секреты от крестоносца Бонифация де Манфер о существах со звезд. Обнаружив, что книга написана на латыни, он связывается с мистиком из Новой Англии, который соглашается помочь ему в переводе

Рассказчик отправляется в Провиденс, штат Род-Айленд и посещает дом одного мистика, который неохотно соглашается ему помочь постичь тайные знания. Мистик как бы случайно натыкается на заклинание призыва в главе, посвященной фамильярам, которое способно призвать в наш мир невидимых «посланных звездами прислужников» ("star-sent servants"):
Я помню некоторые намеки на богов-прорицателей, вроде Йига, темного Хана, бородатой змеи Бьятис. Я дрожал, потому что давно знал эти имена, но дрожал бы еще больше, если бы знал, что за этим последует... Тиби, Магнум Инноминандум, сигна стедорум нигратум буфаминиформис Садокс сигиллум.
Внезапно в комнате становится ужасно холодно, а в окно врывается неземной ветер, сопровождаемый отвратительным смехом. Подоконник прогнулся под невидимым ударом звездного вампира. Чудовище поднимает мистика в воздух и начинает питаться его кровью. По мере того, как существо продолжает питаться, оно постепенно становится все более заметным, пока его форма не раскрывается полностью: 
Звезды тревожно мерцали. Ледяной ветер выл в ушах. Я замер в кресле, неотрывно глядя на это ужасное зрелище. Мой друг испускал теперь визгливые вопли, и они смешивались с адским смехом. Затем тело моего друга переломилось пополам. Брызнули фонтаны крови. Но кровь не достигла пола. Поток ее остановился в воздухе, а смех прекратился, сменившись кошмарными чавкающими звуками. Я с ужасом понял, что невидимое существо, пришедшее ниоткуда, питается кровью! Неужели это невидимый вампир?

Угол комнаты у окна заполнялся красным, кровавым светом. Стали медленно проявляться контуры призрака – набухающий кровью силуэт невидимого звездного бродяги. Это было нечто красное, текучее. Дрожащее желе, малиновый шар, ощетинившийся бесчисленными щупальцами, шевелящимися и изгибающимися. На их концах были присоски, или рты, которые открывались в безмерной жадности… Существо было распухшим, омерзительным: масса без головы, без лица, без глаз, одна голодная пасть. Человеческая кровь, выпитая им, сделала его силуэт почти видимым. Это зрелище могло свести с ума любого.
Став свидетелем полностью видимого «Бродяги» рассказчик успел увидел только как существо схватило книгу и ушло обратно в безымянные космические бездны, откуда оно и появилось. Рассказчик сжигает дом мистика и сходит с ума. Он все еще подсознательно боится, что Бродяга со звезд однажды вернется за ним.

## Вдохновение
«Тайны червя» Людвига Принна впервые появились в рассказе Блоха «Тайна в гробнице» («Weird Tales», май 1935). Блок также упоминает Бродягу из рассказа «Ужас в Музее» (1932). Лавкрафт придумал латинское название «De Vermis Mysteriis» в рассказе «За гранью времён» (Июль 1936). Блох в то время, будучи подростком, переписывался с ним, в частности для того, чтобы получить разрешение убить персонажа, основанного на самом Лавкрафте. Давая свое восторженное благословение, Лавкрафт также предоставил Блоху немного строк на латыни для использования в качестве заклинания призыва из книги: «Tibi, magnum Innominandum, signa stellarum nigrarum et bufoniformis Sadoquae sigillum», что можно перевести как «Тебе, о Великий Неназываемый, знаки черных звезд и печать Тсатхоггуа в форме жабы».
В «Энциклопедии Лавкрафта» говорится, что «Звёздный бродяга» возник почти как прихоть. Весной 1935 года Роберт Блох написал историю, в которой убивают персонажа, имя которого так и не было названо, но явно предполагалось, что это будет Лавкрафт. В итоге Лавкрафт был очарован рассказом. После публикации в WT (сентябрь 1935 г.), читатель, Б. М. Рейнольдс, похвалил рассказ и высказал предложение: «Вопреки предыдущей критике, Роберт Блох заслуживает большой похвалы за "Бродягу со звезд". Почему бы мистеру Лавкрафту не ответить на комплимент и не посвятить автору рассказ?» (WT 36, № 5 [ноябрь 1935 г.]: 652). 

## Адаптации
- В 1972 году Marvel Comics опубликовала адаптацию этой истории в сборнике «Путешествие в тайну», написанную Роном Гулартом с иллюстрациями Джима Старлина и Тома Палмера[4].